# فینال جام ملت‌های اروپا ۱۹۸۴
فینال جام ملت‌های اروپا ۱۹۸۴، رقابت پایانی جام ملت‌های اروپا ۱۹۸۴ است که مابین تیم ملی فوتبال فرانسه و تیم ملی فوتبال اسپانیا در ورزشگاه پارک دو پرنس، پاریس برگزار شده‌است.
این مسابقه که در تاریخ ۲۷ ژوئن ۱۹۸۴ انجام شده‌است با نتیجه ۲ بر ۰ به سود تیم ملی فوتبال فرانسه به پایان رسید.